# Mission: Impossible – Az akciócsoport
A Mission: Impossible – Az akciócsoport (eredeti cím: Mission: Impossible) egy amerikai televíziós sorozat, az 1966 és 1973 között futott azonos című televíziós sorozat folytatása. A történet az Impossible Mission Force (IMF) néven ismert titkos amerikai kormányzati ügynökök csapatának küldetéseit mutatja be. A csoport vezetését az eredeti sorozatból visszatérő,  Peter Graves által játszott Jim Phelps vezeti, rajta kívül az eredeti sorozat két másik szereplője (Greg Morris és Lynda Day George) vendégszereplőként tért vissza. Rajta kívül az egyetlen visszatérő szereplő a küldetések adója,  A hang a lemezől, akit Bob Johnson szinkronizált.
A sorozatot az Amerikai Egyesült Államokban az ABC adta 1988. október 23. és 1990. február 24. között. Magyarországon először az MTV2 mutatta be Szupercsoport néven 1990. november 29-én, azonban nem minden részt adtak le és nem sorrendben mutatták be őket. Később a TV2 tűzte műsorra új szinkronnal 1999. március 21-én, ezúttal minden részt bemutatva. Később ezt a változatot a Viasat 3 is leadta 2008. április 5-től kezdődően.

## Cselekmény
A sorozat eseményei 15 évvel az eredeti Mission: Impossible tévésorozat utolsó évada után játszódnak. Miután pártfogoltját és utódját a szigorúan titkos Impossible Missions Force szervezet vezetői szerepében megölik, Jim Phelpset visszahívják a nyugdíjból és felkérik egy új IMF-csapat létrehozására, valamint a bérgyilkos elkapására. Új csapatának tagja az álcázási szakértő és színész Nicholas Black, az erőember Max Harte, a modellből ügynökké avanzsált Casey Randall és Grant Collier, az IMF eredeti technológiai szakértőjének, Barney Colliernek a fia, aki maga is műszaki zseni.
Miután megtalálta a gyilkost, Jim úgy dönt, hogy marad, és egyben tartja a csapatot. Az első évad felénél Caseyt megölik egy küldetés során (így ő lesz az első munkában lévő IMF-ügynök, akit kiiktatnak a franchise-ban), és Shannon Reed titkosszolgálati ügynök veszi át a helyét a sorozat hátralévő részében. Ettől a szerepcserétől eltekintve Phelps csapata állandó marad a sorozat folyamán.

## Szereplők

### Főszereplők
| Karakter neve     | Évadok | Epizódok | Színész        | Magyar hang (MTVA-szinkron) | Magyar hang (TV2-szinkron) | Ismert különleges képességek                                              |
| ----------------- | ------ | -------- | -------------- | --------------------------- | -------------------------- | ------------------------------------------------------------------------- |
| Jim Phelps        | 1-2    | 1–35     | Peter Graves   | Tolnai Miklós               | Szersén Gyula              | Vezetés, álcázás, szerepjáték, mimika                                     |
| Nicholas Black    | 1–2    | 1–35     | Thaao Penghlis | Jakab Csaba                 | Jakab Csaba                | Színész, smink/álruha, vizuális effektek, hang megszemélyesítése, mimikri |
| Max Harte         | 1–2    | 1–35     | Tony Hamilton  | Sörös Sándor                | Haás Vander Péter          | Erő, színészet, szerepjáték, lövészet, logisztika, vezetés, pilóta        |
| Grant Collier     | 1–2    | 1–35     | Phil Morris    | Both András                 | Kálid Artúr                | Elektronika, számítógépek, szabotázs, mérnök                              |
| Casey Randall     | 1      | 1–12     | Terry Markwell | Andresz Kati                | Radó Denise                | Tervező, mesterlövész                                                     |
| Shannon Reed      | 1-2    | 12-35    | Jane Badler    | Radó Denise                 | Radó Denise                | Volt titkosügynök, álcázás                                                |
| A hang a lemezről | 1-2    | 1–12     | Bob Johnson    | Kárpáti Tibor               | Versényi László            | Küldetések átadása                                                        |

### Vendégszereplők
Az újjáélesztett sorozatban az 1960-as és 1970-es évek IMF-veteránjai is feltűntek, köztük Lynda Day George Casey-je és Greg Morris Barney Collierj. (George karakterének nevét módosítottá,k így a Casey a vezetékneve lett és a Lisa keresztnevet kapta, ennek oka, hogy az új sorozatban volt egy Casey nevű ügynök.) Greg Morris valódi fia, Phil Morris játszott karakter Grant Colliert, Barney fiát.
Barney Collier és Lisa Casey megjelenése folytonosságot teremtett az eredeti sorozattal, míg a "Vegyi fegyverek" és a "Az érem két oldala" című epizódok megállapították, hogy Jim Phelps folytatta a munkát az eredeti sorozat befejezése után is.

## Epizódok

### Évados áttekintés
| Évad | Évad | Részek száma | Részek száma | Eredeti sugárzás     | Eredeti sugárzás  | Magyar sugárzás                                      | Magyar sugárzás                                       |
| Évad | Évad | Részek száma | Részek száma | Évadbemutató         | Évadzáró          | Évadbemutató                                         | Évadzáró                                              |
| ---- | ---- | ------------ | ------------ | -------------------- | ----------------- | ---------------------------------------------------- | ----------------------------------------------------- |
|      | 1.   | 19           | 19           | 1988. október 23.    | 1989. május 6.    | 1999. március 21. (TV2) 2008. április 5. (Viasat 3)  | 1999. augusztus 1. (TV2) 2008. július 19. (Viasat 3)  |
|      | 2.   | 16           | 16           | 1989. szeptember 21. | 1990. február 24. | 1999. augusztus 8. (TV2) 2008. július 26. (Viasat 3) | 1999. november 21. (TV2) 2008. november 8. (Viasat 3) |

### Első évad
| Sor. | Év. | Cím                                                  | Rendező               | Író                                                              | Premier                                                                                          | Nézettség | Gyártási szám |
| ---- | --- | ---------------------------------------------------- | --------------------- | ---------------------------------------------------------------- | ------------------------------------------------------------------------------------------------ | --------- | ------------- |
| 1.   | 1.  | Skorpióvadászat (The Killer)                         | Cliff Bole            | Arthur Weiss                                                     | 1988. október 21. 1999. március 21. (TV2) 2008. április 5. (Viasat 3)                            | 23,0      | 1             |
| 2.   | 2.  | A szisztéma / 25 ezer dolláros barátság (The System) | Cliff Bole            | Robert Hamner                                                    | 1988. október 30. 1991. április 6. (MTV2) 1999. április 4. (TV2) 2008. április 12. (Viasat 3)    | 19,6      | 3             |
| 3.   | 3.  | A hologram / Hologram (Holograms)                    | Kim Manners           | Robert Brennan                                                   | 1988. november 6. 1991. február 15.(MTV2) 1999. április 11. (TV2) 2008. április 19. (Viasat 3)   | 17,3      | 4             |
| 4.   | 4.  | A halálraítélt / Az elítélt (The Killer)             | Cliff Bole            | Laurence Heath(John Truman álnéven), Ted Roberts, Michael Fisher | 1988. november 20. 1991. május 1. (MTV2) 1999. április 18. (TV2) 2008. április 26. (Viasat 3)    | 18,5      | 5             |
| 5.   | 5.  | A hagyaték / Az örökség (The Legacy)                 | Kim Manners           | William Read Woodfield(Michael Lynn álnéven), Allan Balter       | 1988. november 27. 1991. január 11. (MTV2) 1999. április 4. (TV2) 2008. május 3. (Viasat 3)      | 23,0      | 2             |
| 6.   | 6.  | A fal (The Wall)                                     | Colin Budds           | David Phillips                                                   | 1988. december 11. 1999. április 25. (TV2) 2008. május 10. (Viasat 3)                            | 20,9      | 6             |
| 7.   | 7.  | Bennszülött bosszú (The Cattle King)                 | Mike Vejar            | Ted Roberts                                                      | 1988. december 18. 1999. május 2. (TV2) 2008. május 17. (Viasat 3)                               | 14,0      | 7             |
| 8.   | 8.  | Gyalogcsere (The Pawn)                               | Brian Trenchard-Smith | Billy Marshall-Stoneking                                         | 1989. január 15. 1999. május 9. (TV2) 2008. május 24. (Viasat 3)                                 | 14,9      | 8             |
| 9.   | 9.  | A kísértet / Milliomos sorozatgyilkos (The Haunting) | Mike Vejar            | Michael Fisher                                                   | 1989. január 28. 1990. december 15. (MTV2) 1999. május 16. (TV2) 2008. május 31. (Viasat 3)      | 14,0      | 2             |
| 10.  | 10. | A Himalája oroszlánja / Oroszlánok (The Lions)       | Rob Stewart           | James Crown, David Phillips                                      | 1989. február 4. 1991. március 21. (MTV2) 1999. május 23. (TV2) 2008. június 7. (Viasat 3)       | 14,7      | 10            |
| 11.  | 11. | A görög (The Greek)                                  | Colin Budds           | Ted Roberts                                                      | 1989. február 11. 1990. november 29. (MTV2) 1999. június 6. (TV2) 2008. június 14. (Viasat 3)    | 15,2      | 11            |
| 12.  | 12. | A vagyon / Halálos küldetés (The Fortune)            | Rod Hardy             | Robert Brennan                                                   | 1989. február 18. 1991. május 7. (MTV2) 1999. június 13. (TV2) 2008. június 21. (Viasat 3)       | 16,6      | 12            |
| 13.  | 13. | Egyenes adás / Egy zsaroló almanachja (The Fixer)    | Colin Budds           | Walter Brough                                                    | 1989. február 25. 1991. június 21. (MTV2) 1999. június 20. (TV2) 2008. június 28. (Viasat 3)     | 13,8      | 13            |
| 14.  | 14. | A kém / Vegyi fegyverek (Spy)                        | Rob Stewart           | Michael Fisher                                                   | 1989. március 18. 1991. augusztus 16. (MTV2) 1999. június 27. (TV2) 2008. június 28. (Viasat 3)  | 14,6      | 14            |
| 15.  | 15. | Ki az úr a házamban? (The Devils)                    | Arch Nicholson        | Ted Roberts                                                      | 1989. március 25. 1999. július 4. (TV2) 2008. július 5. (Viasat 3)                               | 12,9      | 15            |
| 16.  | 16. | A pestis / Modern pestis (The Plague)                | Colin Budds           | Rick Maier                                                       | 1989. április 8. 1991. július 5. (MTV2) 1999. július 11. (TV2) 2008. július 5. (Viasat 3)        | 12,3      | 16            |
| 17.  | 17. | A bosszú / Az érem két oldala (Reprisal)             | Rob Stewart           | Walter Brough                                                    | 1989. április 15. 1991. szeptember 27. (MTV2) 1999. július 18. (TV2) 2008. július 12. (Viasat 3) | 12,0      | 17            |
| 18.  | 18. | A tengeralattjáró / Halálos vírus (Submarine)        | Colin Budds           | Dale Duguid                                                      | 1989. április 29. 1991. november 8. (MTV2) 1999. július 18. (TV2)                                | 12,2      | 18            |
| 19.  | 19. | Fekete mágia (Bayou)                                 | Don Chaffey           | Jeffrey M. Hayes                                                 | 1989. május 6. 1999. augusztus 1. (TV2) 2008. július 19. (Viasat 3)                              | 13,9      | 19            |

### Második évad
| Sor. | Év. | Cím                                                                             | Rendező               | Író                                          | Premier                                                                                                 | Nézettség | Gyártási szám |
| ---- | --- | ------------------------------------------------------------------------------- | --------------------- | -------------------------------------------- | --- | --------- | ------------- |
| 20.  | 1.  | Az aranykígyó, 1. rész (The Golden Serpent: Part 1)                             | Don Chaffey           | Michael Seims, Ted Roberts, Jeffrey M. Hayes | 1989. szeptember 21. 1992. augusztus 21. (MTV2) 1999. augusztus 8. (TV2) 2008. július 26. (Viasat 3)    | 12,8      | 20            |
| 21.  | 2.  | Az aranykígyó, 2. rész (The Golden Serpent: Part 2)                             | Don Chaffey           | Michael Seims, Ted Roberts, Jeffrey M. Hayes | 1989. szeptember 28. 1992. augusztus 23. (MTV2) 1999. augusztus 15. (TV2) 2008. augusztus 2. (Viasat 3) | 13,0      | 21            |
| 22.  | 3.  | A hercegnő / Camion (The Princess)                                              | Colin Budds           | Ted Roberts                                  | 1989. október 5. 1992. január 3. (MTV2) 1999. augusztus 22. (TV2) 2008. augusztus 9. (Viasat 3)         | 14,7      | 22            |
| 23.  | 4.  | Díszelőadás (Command Performance)                                               | Arch Nicholson        | Robert Brennan                               | 1989. október 12. 1999. augusztus 29. (TV2) 2008. augusztus 16. (Viasat 3)                              | 13,3      | 23            |
| 24.  | 5.  | A visszaszámlálás / Visszaszámlálás (Countdown)                                 | Brian Trenchard-Smith | Chip Hayes                                   | 1989. október 26. 1992. május 27. (MTV2) 1999. szeptember 5. (TV2) 2008. augusztus 23. (Viasat 3)       | 13,1      | 24            |
| 25.  | 6.  | Háborús játékok (War Games)                                                     | Rod Hardy             | Walter Brough                                | 1989. november 2. 1999. szeptember 12. (TV2) 2008. augusztus 30. (Viasat 3)                             | 12,9      | 25            |
| 26.  | 7.  | Cél a Föld / Célpont a Föld! (Target Earth)                                     | Colin Budds           | Stephen Kandel                               | 1989. november 9. 1992. január 24. (MTV2) 1999. október 3. (TV2) 2008. szeptember 3. (Viasat 3)         | 12,1      | 26            |
| 27.  | 8.  | Mindenkinek van egy álma (The Fuehrer's Children)                               | Don Chaffey           | Frank Abatemarco                             | 1989. november 16. 1999. szeptember 19. (TV2)                                                           | 12,7      | 27            |
| 28.  | 9.  | A kísértet / Banshee (Banshee)                                                  | Colin Budds           | Ted Roberts                                  | 1989. november 30. 1992. október 25. (MTV2) 1999. szeptember 26. (TV2) 2008. szeptember 20. (Viasat 3)  | 14,5      | 28            |
| 29.  | 10. | Mindent a művészetért / Festett álmok (For Art's Sake)                          | Don Chaffey           | John Whelpley                                | 1989. december 14. 1999. október 10. (TV2) 2008. szeptember 27. (Viasat 3)                              | 12,4      | 29            |
| 30.  | 11. | Halálos aratás (Deadly Harvest)                                                 | Arch Nicholson        | Jan Sardi                                    | 1990. január 6. 1992. február 28. (MTV2) 1999. október 17. (TV2) 2008. október 4. (Viasat 3)            | 11,2      | 30            |
| 31.  | 12. | Égből kapott Isten / Obi Katu mérge (Cargo Cult)                                | Colin Budds           | Dale Duguid                                  | 1990. január 13. 1992. szeptember 5. (MTV2) 1999. október 24. (TV2) 2008. október 11. (Viasat 3)        | 12,3      | 31            |
| 32.  | 13. | A gyilkos / Halál zeneszóra (The Assassin)                                      | Arch Nicholson        | Cliff Green                                  | 1990. január 20. 1992. június 8. (MTV2) 1999. október 31. (TV2) 2008. október 18. (Viasat 3)            | 13,5      | 32            |
| 33.  | 14. | A párbajhős / Huszadik századi vadnyugat (The Gunslinger)                       | Colin Budds           | Dan Roberts, Ted Roberts                     | 1990. február 3. 1992. július 1. (MTV2) 1999. november 7. (TV2) 2008. október 25. (Viasat 3)            | 11,0      | 33            |
| 34.  | 15. | Bogotai harangok / Ásó, kapa és a Bogota-i nagy harang (Church Bells in Bogota) | Arch Nicholson        | Frank Abatemarco                             | 1990. február 10. 1992. július 25. (MTV2) 1999. november 14. (TV2) 2008. november 1. (Viasat 3)         | 11,4      | 34            |
| 35.  | 16. | Széth homokja (The Sands of Seth)                                               | Colin Budds           | Jeffrey M. Hayes                             | 1990. február 24. 1999. november 21. (TV2) 2008. november 8. (Viasat 3)                                 | 11,9      | 35            |

## Fordítás
Ez a szócikk részben vagy egészben  a   Mission: Impossible (1988 TV series) című angol Wikipédia-szócikk fordításán alapul.  Az eredeti cikk szerkesztőit annak laptörténete sorolja fel. Ez a jelzés csupán a megfogalmazás eredetét és a szerzői jogokat jelzi, nem szolgál a cikkben szereplő információk forrásmegjelöléseként.